# Estação Comsomolhskaia (metro de Moscovo, linha Socolhnitcheskaia)
Comsomolhskaia (em russo:  Комсомо́льская) é uma das estações da linha Socolhnitcheskaia (Linha 1) do Metro de Moscovo, na Rússia. Estação «Comsomolhskaia» está localizada entre as estações «Krasnyie Vorota» e «Krasnosselhskaia».